# Częstotliwość Brunt-Väisälä
Częstotliwość Brunta-Vaisali (fin. Brunt-Väisälä) opisuje częstotliwość oscylacji cząstki płynu odchylonej od stanu równowagi w stabilnej atmosferze
{\displaystyle N\equiv {\sqrt {{\frac {g}{\theta }}{\frac {d\theta }{dz}}}},}
gdzie:
{\displaystyle \theta } – temperatura potencjalna,
{\displaystyle g} – przyspieszenie ziemskie,
{\displaystyle z} – wysokość.